# Afrosoma castanipes
Afrosoma castanipes är en skalbaggsart som först beskrevs av Sylvain Auguste de Marseul 1853.  Afrosoma castanipes ingår i släktet Afrosoma och familjen stumpbaggar. Inga underarter finns listade i Catalogue of Life.